# Consiliul European
Consiliul European este o instituție a Uniunii Europene. Este format din șefii de stat sau de guvern ai statelor membre ale Uniunii, Președintele Comisiei Europene și Președintele Consiliului European. Înaltul Reprezentant al Uniunii pentru Afaceri Externe și Politică de Securitate, actualmente Josep Borrell, participă de asemenea la întruniri fără drept de vot.
Deși Consiliul European nu are nici o putere legislativă oficială, aceasta este învestit în temeiul Tratatului de la Lisabona, cu definirea "direcțiilor și priorităților politicilor generale" ale Uniunii. Este organismul strategic al Uniunii (cel care rezolva crizele), acționând ca o președinție colectivă a UE.
Reuniunile Consiliului European sunt prezidate de către președintele său și au loc cel puțin de 4 ori pe an, de obicei, în clădirea Justus Lipsius, sediul central al Consiliului Uniunii Europene din Bruxelles.
Consiliul European a fost înființat ca un organism informal în 1974, a devenit o instituție oficială a UE în 2009, când Tratatul de la Lisabona a intrat în vigoare. 

## Istoric

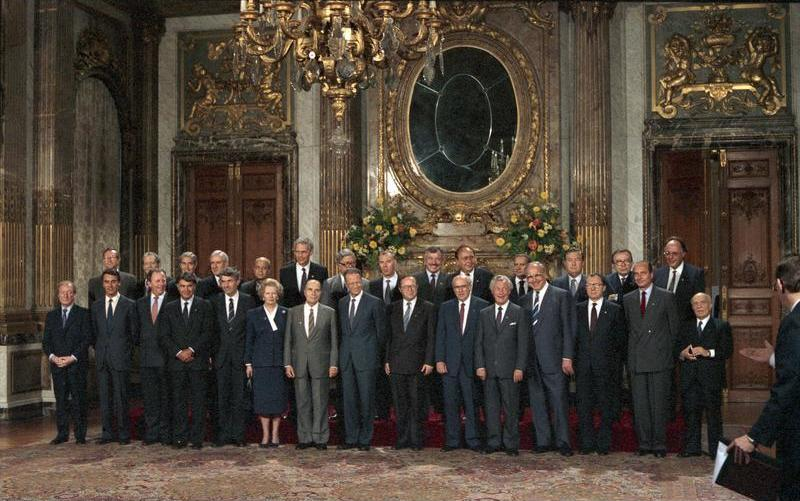
Un tradițional grup pentru poza de familie, aceasta a fost făcută în palatul regal din Bruxelles în timpul președinției belgiene din 1987.

Primul summit al șefilor de stat sau de guvern al statelor UE aveau loc în februarie și iulie 1961 ( în Paris și Bonn). Acestea erau summit-uri informale a liderilor Comunității Europene și au fost inițiate din cauza resentimentelor președintelui francez Charles de Gaulle față de instituțiile supranaționale (Comisia Europeană) care dominau procesul de integrare. Primul summit important a fost ținut după plecarea lui Charles de Gaulle la Haga în 1969, unde a s-a ajuns la un acord referitor la admiterea Marii Britanii în Comunitate și inițierea de politici de cooperare în afacerile externe (Cooperarea Politică Europeană) ducând integrarea peste obiectivele economice.
Reuniunile au fost formalizate în perioada dintre 1974 și 1988. La reuniunea din decembrie 1974 ținut la Paris, urmând o propunere a președintelui francez Valery Giscard d'Estaing s-a convenit că este necesară o implicare politică în „scaunul gol al crizei” și al problemelor economice. PrimulConsiliu European, așa cum a devenit cunoscut, a avut loc la Dublin în 10-11 martie 1975 în timpul primei președinții Irlandeze a Consiliului Uniunii Europene. În 1987, Consiliul a fost inclus în tratate pentru prima dată (Actul Unic European) iar rolul lui a fost definit pentru prima dată în Tratatul de la Maastricht. La început aveau loc doar două întruniri pe an, în prezent având loc în medie șase Consilii Europene pe an. Sediul Consiliului a fost stabilit în 2002 la Bruxelles. Pe lângă întrunirile obișnuite ale Consiliului European, au loc și întruniri extraordinare, ca de exemplu cel din 2001 când Consiliul European s-a întrunit pentru a oferi un răspuns atacurilor de la 11 septembrie sau întrunirea extraordinară din 2011 pentru a stabili un răspuns la criza datoriilor suverane.
Unele dintre întrunirile Consiliului European sunt văzute de unii ca puncte de cotitură în istoria Uniunii Europene. Ca de exemplu:

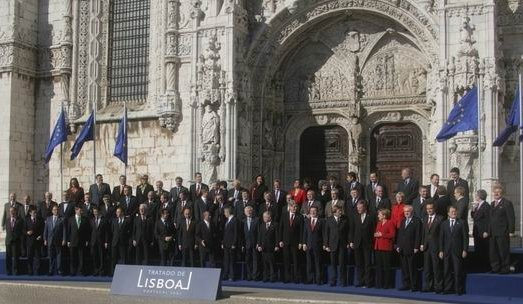
Consiliul European a semnat Tratatul de la Lisabona în 2009

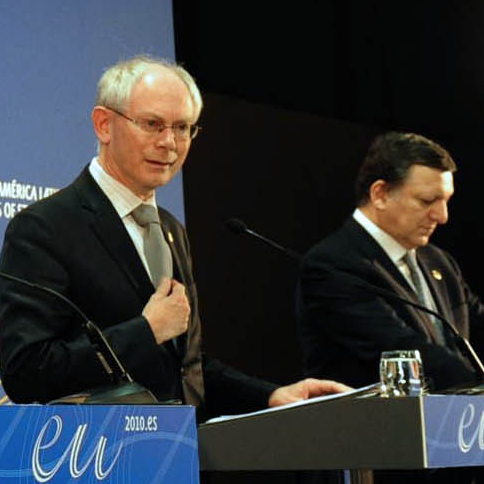
Președintele Herman Van Rompuy (stânga), alături de Barosso, cu mandat de la 1 decembrie 2009-1 decembrie 2014

Câteva întâlniri ale Consiliului European care au fost considerate de unii ca fiind momente de răscruce în istoria Uniunii Europene
- 1969, Haga: Politica externă și extinderea.
- 1974, Paris: Crearea Consiliului
- 1985, Milano: Inițierea Conferinței Interguvernamentale ce va duce la Actul Unic European
- 1991, Maastricht: Acordul pentru Tratatul de la Maastricht

- 1993, Copenhaga: Definirea Criteriilor de la Copenhaga
- 1997, Amsterdam: Acordul pe Tratatul de la Amsterdam
- 1998, Bruxelles: Selectarea statelor membre care vor adopta euro
- 1999, Koln: Declarația pentru forțele militare[8]
- 1999, Tampere: Reforma instituțională
- 2000, Lisabona: Strategia Lisabona
- 2002, Copenhaga: Acordul privind extinderea din mai 2004
- 2007, Lisabona: Acordul pe Tratatul de la Lisabona
- 2009, Bruxelles: Numirea Președintelui Consiliului și a Înaltului Reprezentant
- 2010, Bruxelles: Facilitatea Financiară Europeană pentru Stabilitate
- 2011, Bruxelles: Acordul incipient pentru Pactul Fiscal

Așadar, Consiliul European a existat dinainte de a câștiga statut oficial ca instituție a Uniunii Europene o dată cu intrarea în vigoare a Tratatului de la Lisabona. Astfel, articolul 214(2) din Tratatul de la Maastricht acorda (înainte de a fi amendat de Tratatul de la Lisabona) „Consiliului, întrunit în formatul șefilor de stat și de guvern și acționând cu o majoritate calificată numește persoana ce va ocupa funcția de Președinte al Comisiei Europene. Aceasta fiind prima menționare oficială a Consiliului European în tratate. Articolul 15 din Tratatul pentru Uniunea Europeană (amendat de Tratatul de la Lisabona) introducând termenul „Consiliul European ca un substitut al frazei „Întâlnirile Consiliului (Uniunii Europene) în formatul șefilor de stat și de guvern”, care era folosit în tratate înainte pentru a denumi acest organism.
Tratatul de la Lisabona a acordat Consiliului European personalitate legală și a făcut Consiliul o instituție distinctă față de (obișnuitul) Consiliu al Uniunii Europene (cunoscut și ca Consiliul de Miniștri) și a creat funcția permanentă de președinte al Consiliului. Deși Consiliul Uniunii Europene și-a menținut sistemul de prezidenție rotativă, Consiliul European a creat un nou sistem de desemnare a unei persoane (fără a fi șef de stat sau de guvern) pentru a îndeplini funcția de Președinte pentru doi ani și jumătate. Ca urmare a ratificării tratatului în decembrie 2009, Consiliul European l-a ales pe premierul belgian Herman Van Rompuy ca prim președinte permanent.
Din 1 decembrie 2014 președinte al Consiliului European este Donald Tusk, fost premier al Poloniei.

## Componența și funcțiile
Consiliul European este o instituție oficială a Uniunii Europene, menționat în Tratatul de la Lisabona ca un organism care „va acorda Uniunii impulsurile necesare pentru a se dezvolta”. În esență, Consiliul definește agenda politică a Uniunii Europene și este considerat de unii ca fiind motorul integrării europene. Face asta fără a avea puteri formale, ci doar de influența de a fi compus din liderii naționali. Pe lângă producerea impulsurilor necesare dezvoltării Uniunii, Consiliul și-a dezvoltat și viitoare roluri, precum „a rezolva problemele nerezolvate în discuții la nivel inferior”, până la politică externă - acționând în exterior ca „un șef de stat colectiv”, „ratificând formal documente importante” și „implicându-se în negocierea schimbărilor din tratate”.
Având în vedere că instituțiile sunt compuse din liderii naționali, acesta adună puterea executivă din statele membre și are așadar o mare influență în domeniile politice ale Uniunii, precum cea a politicii externe. Exercită de asemenea puterea de desemnare, desemnând președintele Consiliului, Președintele Comisiei Europene, Înaltul Reprezentant al Uniunii pentru Afaceri Externe și Politică de Securitate și Președintele Băncii Centrale Europene. Mai mult, Consiliul European influențează planurile juridice, compoziția comisiei, lucruri referitoare la organizarea președinției rotative a consiliului, suspendarea drepturilor de membru și schimbarea sistemului de vot prin Clauza Passerelle. Deși Consiliul European nu are puteri legislative, sub procedura de urgență, un stat învins la vot în Consiliul de Miniștri poate transmite spre votare legislația către Consiliul European. Având putere peste organismele executive supranaționale ale UE, alături de alte puteri, Consiliul European a fost deschis de unii ca fiind „cea mai mare autoritate” a Uniunii.

## Compoziția
Consiliul European este format din liderii de stat sau de guvern a statelor membre, alături de Președinte și de Președintele Comisiei (fără drept de vot). De regulă la întâlniri participau si miniștrii de externe naționali, iar Președintele Comisiei era acompaniat de un alt membru al Comisiei. Totuși, o dată cu intrarea în vigoare a Tratatului de la Lisabona, această situație a încetat, având în vedere că mărimea organismului a devenit destul de mare, o dată cu aderarea noilor state la Uniune.
Întâlnirile pot include si alți invitați, precum Președintele Băncii Centrale Europene, dacă este necesar. Secretarul General al Consiliului participă și este responsabil pentru organizarea ședinței precum și de minuta ședinței. Președintele Parlamentului European participă de asemenea pentru a acorda discursul de deschidere arătând poziția Parlamentului European înainte ca dezbaterile să înceapă.
Pe lângă asta, negocierile includ si un număr mare de persoane care „lucrează în spatele scenei”. Multe dintre aceste persoane, totuși nu pot participa la ședințe, cu excepția a doi delegați pentru fiecare stat care să transmită mesaje. La apăsarea unui buton, membrii pot chema pentru sfătuire un Reprezentant Permanent din „Grupul Antici” dintr-o cameră adiacentă. Grupul este format din diplomați și asistenți care strâng informațiile și solicitările. Sunt necesari de asemenea și interpreți, având în vedere că membrilor le este permis să vorbească în limba proprie.

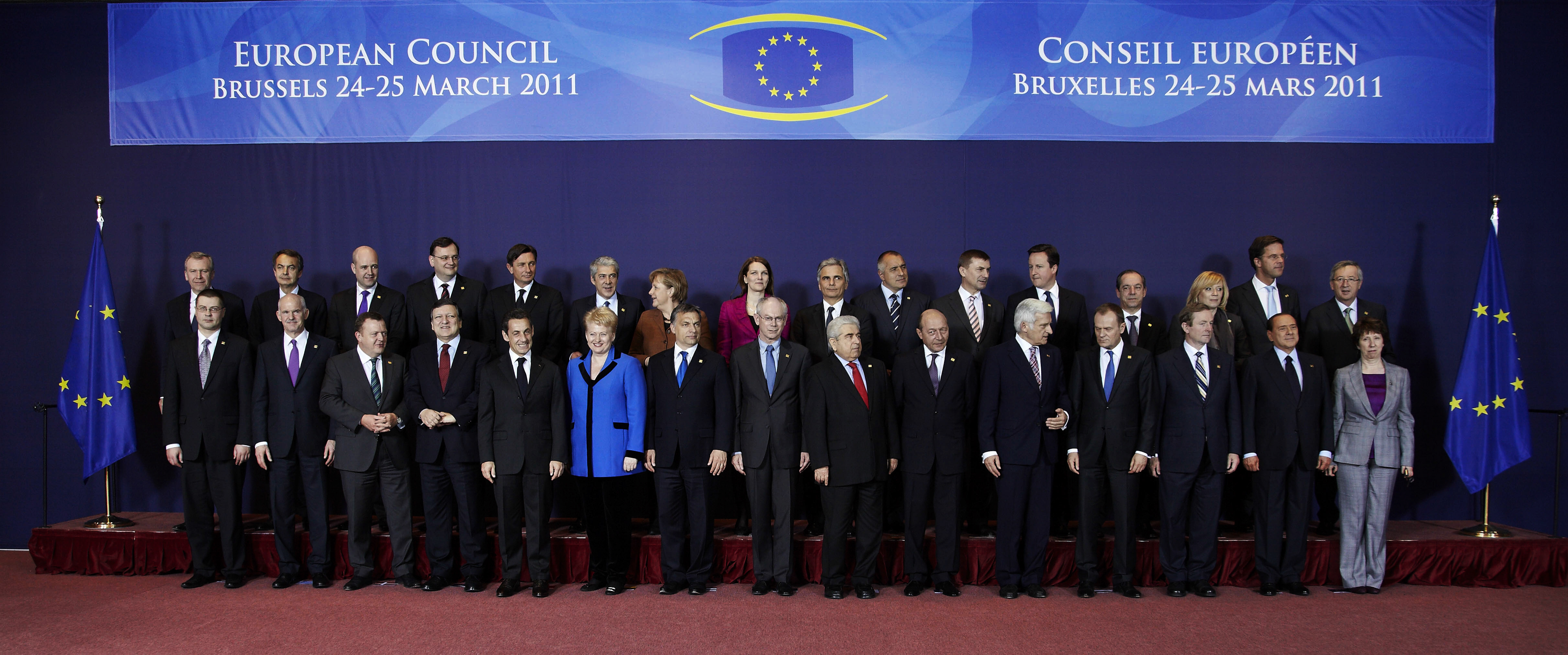
Consiliul European din martie 2011, Bruxelles.

Din moment ce compoziția nu este definită precis, unele state au probleme în a decide cine să participe la ședințe din cauza divizărilor considerabile a puterii executive. Probleme au apărut în Polonia unde Președintele Poloniei și Primul Ministru al Poloniei erau din diferite partide politice și avea viziuni diferite asupra politicii externe ca răspuns la criză. A fost și cazul României care în perioada 2007-2008 au existat disensiuni între Președintele Traian Băsescu și Primul Ministru Călin Popescu Tăriceanu

### Reuniunile Eurozonei
Au avut loc un număr de întâlniri ad-hoc a șefilor de stat sau de guvern ai zonei euro în 2010 și 2011 pentru a dezbate criza debitelor suverane. În octombrie 2011 s-a ajuns la un acord să existe două întâlniri pe an (plus alte întâlniri dacă este nevoie). Acesta, în mod normal ar trebui să aibă loc la sfârșitul Consiliului European și în același format (condus de Președintele Consiliului European și incluzând-ul pe Președintele Comisiei). dar în esență era restricționat la (momentan 17) șefii de stat sau de guvern ai statelor care au moneda euro.

### Președintele Consiliului European
Președintele Consiliului European, este ales pentru un mandat de doi ani și jumătate care poate fi reînnoit o dată. Rolul președintelui Consiliului nu este echivalentul unui șef de stat ci doar primus inter pares (primul printre egali)  alături de ceilalți șefi de stat europeni. Președintele în funcție are ca principale atribuții pregătirea și conducerea ședințelor Consiliului și nu are nici o putere executivă alta decât cea de a reprezenta uneori Uniunea în străinătate. Președintele trebuie să răspundă Parlamentului European după fiecare întâlnire a Consiliului European.
Funcția a fost creată de Tratatul de la Lisabona și a fost un subiect de dezbatere cu privire la rolul exact si atribuțiile pe care le va avea. Înainte de Tratatul de la Lisabona, președinția era exercitată rotativ la fel ca sistemul de prezidenție rotativă a Consiliului Uniunii Europene.

### Membri
Cu excepția președinților de state, a statelor germanofone și a oficialilor europeni, cei mai mulți membri ai Consiliului European au titlul sau apelativul de „Prim Ministru” datorită faptului că democrațiile parlamentare sunt predominante în Europa. Cu toate acestea, în țările lor de origine pot avea titluri sau apelative informale diferite, ca de exemplu cea de „Președinte al Guvernului” sau „Ministru de stat”. Președintele Consiliului European și Președintele Comisiei sunt membrii ai Consiliului, dar nu au drept de vot. Conform tratatelor, Înaltul Reprezentant participă la Consiliul European, dar formal nu este un membru și deci nu are drept de vot.
| Reprezentant                               | Imagine | State Memebre                          | Titlu                                | Partid politic                                                                                                   |
| ------------------------------------------ | ------- | -------------------------------------- | ------------------------------------ | --- |
| Antonio Costa                              |         | Președinte Fără drept de vot           | Președinte                           | Alianța Progresistă a Socialiștilor și Democraților                                                              |
| Ursula von der Leyen                       |         | Comisia Reprezentant fără drept de vot | Președinte                           | Partidul Popular European                                                                                        |
| Karl Nehammer                              |         | Austria                                | Cancelar Federal                     | Partidul Popular European Național: Partidul Popular Austriac                                                    |
| Alexander De Croo                          |         | Belgia                                 | Prim Ministru                        | Alianța Liberalilor si Democraților pentru Europa Național: Liberalii și democrații flamanzi deschiși (Open VLD) |
| Nikolai Denkov Николай Денков              |         | Bulgaria                               | Prim Ministru                        | Alianța Liberalilor si Democraților pentru Europa Național: Continuăm Schimbarea (PP)                            |
| Andrej Plenković                           |         | Croația                                | Președintele Guvernului              | Partidul Popular European Național: Uniunea Democrată Croată (HDZ)                                               |
| Nikos Christodoulides Νίκος Χριστοδουλίδης |         | Cipru                                  | Președinte                           | Partidul Popular European Național: Noua Democrație (ND)                                                         |
| Petr Fiala                                 |         | Cehia                                  | Președintele Guvernului              | Partidul Popular European Național: Partidul Democrat Civic (ODS)                                                |
| Mette Frederiksen                          |         | Danemarca                              | Ministru de Stat                     | Partidul Socialiștilor Europeni Național: Socialdemokraterne                                                     |
| Kaja Kallas                                |         | Estonia                                | Prim Ministru                        | Alianța Liberalilor si Democraților pentru Europa Național: Partidul Reformist Eston (RE)                        |
| Petteri Orpo                               |         | Finlanda                               | Prim Ministru                        | Partidul Popular European Național: Partidul Coaliției Naționale (KOK)                                           |
| Emmanuel Macron                            |         | Franța                                 | Președinte                           | Național: En Marche!                                                                                             |
| Olaf Scholz                                |         | Germania                               | Cancelar Federal                     | Partidul Socialiștilor Europeni Național: Partidul Social Democrat (SPD)                                         |
| Kyriakos Mitsotakis Κυριάκος Μητσοτάκης    |         | Grecia                                 | Prim Ministru                        | Partidul Popular European Național: Noua Democrație (ND)                                                         |
| Viktor Orbán Orbán Viktor                  |         | Ungaria                                | Ministru-Președinte                  | Partidul Popular European Național: Uniunea Civică Maghiară (Fidesz)                                             |
| Leo Varadkar                               |         | Irlanda                                | Taoiseach                            | Partidul Popular European Național: Fine Gael (FG)                                                               |
| Giorgia Meloni                             |         | Italia                                 | Președintele Consiliului Ministrilor | Partidul Conservatorilor și Reformiștilor Europeni Național: Frații Italiei (FdI))                               |
| Evika Siliņa                               |         | Letonia                                | Ministru-Președinte                  | Partidul Popular European National: Unitatea (Vienotība)                                                         |
| Gitanas Nausėda                            |         | Lituania                               | Președinte                           | Independent |
| Luc Frieden                                |         | Luxemburg                              | Prim Ministru                        | Partidul Popular European Național: Partidul Popular Creștin-Social (CSV)                                        |
| Robert Abela                               |         | Malta                                  | Prim Ministru                        | Partidul Socialiștilor Europeni National: Partidul Laburist (PL)                                                 |
| Hendrikus Schoof                           |         | Țările de Jos                          | Prim Ministru                        | Național: independent                                                                                            |
| Donald Tusk                                |         | Polonia                                | Președintele Consiliului de Miniștri | Partidul Popular European Național: Platforma Civică (PO)                                                        |
| António Costa                              |         | Portugalia                             | Prim Ministru                        | Partidul Socialiștilor Europeni Național: Partidul Social Democrat (PSD)                                         |
| Klaus Iohannis                             |         | România                                | Președinte                           | Partidul Popular European Național: Oficial este independent.                                                    |
| Robert Fico                                |         | Slovacia                               | Președintele Guvernului              | Partidul Socialiștilor Europeni Național: Direcția - Social Democrația (Smer)                                    |
| Robert Golob                               |         | Slovenia                               | Președintele Guvernului              | Renew Europe Mișcarea pentru libertate (GS)                                                                      |
| Pedro Sánchez                              |         | Spania                                 | Președintele Guvernului              | Partidul Socialiștilor Europeni Național: Partidul Socialist Muncitoresc Spaniol                                 |
| Ulf Kristersson                            |         | Suedia                                 | Ministru de Stat                     | Partidul Popular European Național: Partidul Moderat (M)                                                         |

Notes
1. 1 2 3 4 5 6  Presa o numește prim-ministru.
2. ↑  Primul Ministru este denumit în mod obișnuit Taoiseach atât în limba irlandeză cât și în Engleză. Vezi: Articolul 28.5.1° al Constituția Irlandei.

## Alianțe politice
Partidul Popular European
     Partidul Socialiștilor Europeni
     Renew Europe (ALDE, PDE, LREM)
     Independent
     Partidul Conservatorilor și Reformiștilor Europeni
Aproape toți membrii din Consiliul European sunt membri ai unui partid politic la nivel național, și marea majoritate dintre aceștia sunt membrii si a unui partid politic la nivel european. Acestea țin frecvent întâlniri cu membrii lor din Consiliul European, înainte de întâlnirile acestuia. Cu toate acestea, Consiliul European este format pentru a reprezenta statele membre UE și nu partidele politice iar deciziile sunt în general făcute în funcție de interesele naționale. deși alinierea ideologică poate influența înțelegerile politice și numirile unor reprezentanți (precum cea a președintelui Consiliului).
Tabelul de mai jos arată numărul de lideri afiliați fiecărui partid și numărul total de voturi pe care îl au. Harta din dreapta indică alinierea ideologică a fiecărui stat.	
| Alianță | Alianță                                               | Nr. mandate | Procent din populație |
| ------- | ----------------------------------------------------- | ----------- | --------------------- |
|         | Partidul Popular European                             | 11          | 34,21%                |
|         | Renew Europe (ALDE, PDE, LREM)                        | 7           | 25,32%                |
|         | Partidul Socialiștilor Europeni                       | 6           | 17,21%                |
|         | Independent                                           | 2           | 14,27%                |
|         | Partidul European al Conservatorilor și Reformiștilor | 1           | 8,49%                 |
| Total   | Total                                                 | 27          | 100%                  |

## Sediul și reuniunile
Reuniunile Consiliului European au loc de obicei de patru ori pe an, la Bruxelles. Reuniunile durează de obicei două zile, uneori durează chiar mai mult când sunt mai multe subiecte pe ordinea de zi sau probleme controversate. Până în 2002 locul de întâlnire a Consiliului avea loc în statul ce deținea președinția rotativă. Anexa 22 la Tratatul de la Nisa a prevăzut că „Începând cu 2002, o reuniune a Consiliului European per președinție va avea lor la Bruxelles. În cazul în care Uniunea va avea 18 membri, toate reuniunile Consiliului European vor avea loc la Bruxelles”.
Între 2002 și 2004 jumătate din reuniunile Consiliului au avut loc la Bruxelles iar după extinderea din 2004, toate reuniunile au loc în Bruxelles, în Clădirea Justus Lipsius, care este oficial sediul Consiliului European. Totuși, unele consilii extraordinare au avut loc în statul membru care deține președinția, de exemplu în 2003, a avut loc o reuniune la Roma iar în 2005 în Hampton Court Palace din Londra. O nouă clădire („Clădirea Europa”) este în construcție la capătul de nord al complexului istoric adiacent „Résidence Palace” pentru a fi utilizată pentru reuniunile Consiliului European și ale Consiliului Uniunii Europene. Această clădire urma să fie finalizată în 2013.
Alegerea unui singur sediu a fost determinată de o serie de factori, mai ales logistici (organizarea reuniunilor devenea deosebit de grea o dată cu extinderea UE, în special pentru statele mici) și de securitate, precum și datorită faptului că la Bruxelles atât Consiliul cât și jurnaliștii aveau logistica necesară pentru fiecare întâlnire. Stabilind sediul permanent la Bruxelles, a subliniat faptul că Consiliul European este o instituție a UE și nu un summit al statelor suverane, asemenea G20. Unii au susținut că este, de facto, guvernul UE, în timp ce alții subliniază că guvernul este Comisia Europeană, care conduce procedurile de zi cu zi ale UE. S-a stabilit astfel că Consiliul European reprezintă președinția colectivă a UE.
În 2007, căutarea unui loc pentru stabilirea sediului Consiliului a devenit o sursă de dispută în guvernul Portugaliei care dorea ca noul tratat al Uniunii să fie semnat în Lisabona, Portugalia. Guvernul belgian, a dorit să nu creeze un nou precedent și a insistat ca reuniunile regulate ale Consiliului să aibă loc la Bruxelles, ca de obicei. Asta a însemnat că după semnarea tratatului, desfășurarea dineului și a fotografiei de familie, Consiliul a mers la Bruxelles pentru a discuta alte subiecte de pe ordinea de zi. Copiind modelul de „călătorii în circuit” al Parlamentului European, a dus la proteste din partea grupurilor de protecție a mediului care a descris situația ca fiind ipocrită și a solicitat scăderea emisiilor de carbon în călătoriile de-a lungul Europei pentru aceeași reuniune doar pentru motive politice.
În acest moment nu există planuri pentru organizarea unui Consiliu în afara Bruxelles-ului, cu excepția unor motive excepționale (de exemplu, o grevă a controlorilor de trafic aerian din ianuarie 2012 aproape a forțat liderii de stat să se întâlnească la Luxembourg).

## Cabinetul președintelui
Cu toate că Consiliul European este, conform Tratatului de la Lisabona, o instituție separată de Uniunea Europeană, acesta nu are propria sa administrație. Suportul administrativ atât pentru Consiliul European cât și pentru președintele Consiliului este asigurat de Secretariatul General al Consiliului Uniunii Europene. Președintele are, totuși, propriul său cabinet cu câțiva consilieri privați.